# Абадзехи
Абадзе́хи (адыг. абэдзэх, абдзах) — этнографическая группа (субэтнос) адыгов, ныне в основном проживающая в диаспоре (в Иордании, Турции, Израиле, Сирии и других стран). На исторической Родине, остались только в ауле Хакуринохабль (Шовгеновский район Адыгеи). В прошлом именовались Абаски и были одним из крупнейших адыгских племён. 

## Язык
Говорят на абадзехском диалекте адыгейского языка, который в настоящее время фактически вытеснен адыгейским литературным. Хотя отдельные черты абадзехского диалекта сохраняются в речи большинства абадзехов, на чистом диалекте говорят только представители старшего поколения.

## История
По мнению некоторых историков, название субэтноса происходит от черкесского слова «ниже абхазцев», что соответствовало их географическому месторасположению. Убыхи называли абадзехов — «шинджишвё», в котором видят отражение названия древних синдов.
До Кавказской войны абадзехи населяли северный склон Кавказского хребта, пространство между реками Схагуаше (Белой) и Суп, отделявшею их от шапсугов. Они разделялись на девять обществ или хаблей, Главные поселения и аулы были расположены в долинах рек Фарса, Псефира, Шхагуаще (Белая), Курджипса, Пчехе, Пшиша и Псекупса. То есть, географически они проживали в горной части современной Адыгеи и Краснодарского края.
Исследователи отмечали следующие абадзехские аулы: Гуте (Гуте-хабль), Бешуко-хабль, Баккый-хабль, Неджуко-хабль, Ашё-хабль, Абидда-хабль (или Удагажук), Тугуз-хабль, Цей-хабль, Брант-хабль,  Меретуко-хабль (2 аула) Тлиш-хабль, Анчоко-хабль (было известно у русских больше под названием общества Тфишебс), Нашемуко-хабль, Калмуко-хабль, Батыр-хабль, Гонежуко-хабль, Махачимо-хабль, (два аулы общества Темдаши — Джянчат-хабль и Даур-хабль), Шагуче-хабль, Хажджако-хабль, Ту-хабль.
Наименования аулов были образованы по фамилиям наиболее славных абадзехских дворянских родов — Енамуко, Едыге, Бешуко, Анчоко, Гуте, Джянчат, Даур, Гонежук, Хатуко, Бета, Неджуко, Брант, Цей.
Абадзехи, будучи многочисленным племенем (вторым после шапсугов, среди закубанских черкесов) и воинственным, разделялись на горных и на равнинных. Горные абадзехи сражались, по преимуществу пешими, а равнинные дрались всегда верхом.
Как писал К. Ф. Сталь: «…абадзех свободен, не терпит другой власти кроме обычаев, беден, но храбр. Нищета, оружие, любовь к буйной свободе — вот наследие от отца к сыну переходящее…»
Не сливаясь с другими группами черкесов, сохраняли свою самобытность до изгнания в Османскую империю по окончании Кавказской войны. Проживали, в основном, хуторами, разбросанными на лесных полянах. Самый большой аул, по свидетельствам очевидцев, составлял до 1000 домов. Разделялись абадзехи на дальних (нагорных) и ближних (равнинных).
Племя делилось на общества, общества подразделялись на общины, управляемые выборными старшинами. При обсуждении и решении важных вопросов старшины сходились на общее собрание. В период покровительства черкесам турецкого султана абадзехи приняли шариат. В 1841 году были введены шариатские суды среди равнинных абадзехов.
Число родов доходило до 80. Не имея класса князей, абадзехи имели дворянские роды: Бешок, Инемок, Джанчат, Анчок, Даур, Негиок. Упоминаются также князья, по-видимому, кабардинского происхождения, воспитывавшиеся у абадзехских дворянских родов.
Во время Кавказской войны, абадзехи были главной опорой Мухаммед Эмина, который прибыл к ним 1848 году в качестве наиба имама Шамиля. «За Кубанью, - писал Е.Д. Фелицын, - истинными последователями мюридизма были только абадзехи".  После окончания войны, большинство абадзехов (как и других черкесов) было выселено в Османскую Империю. Оставшаяся незначительная часть, была царским указом переселена на равнинную территорию современного Шовгеновского района.
Из «Энциклопедического словаря Брокгауза и Ефрона»:

В конце XIX века территория абадзехов занимала более 7000 км², обнимая почти весь нынешний Майкопский отдел Кубанской области. Вся эта местность очень гориста, в особенности в южной части её, где многие горы поднимаются до 9 и даже 10 тыс. футов; прежде она была покрыта густыми сплошными лесами, где они укрывались от врагов. Долины Псекупса, Пшиша, Пшехи были густо заселены, представляя местами почти сплошные аулы, с фруктовыми садами, остатки которых и теперь встречаются в лесах. Абадзехи занимались хлебопашеством и садоводством, держали много скота и особенно ценили лошадей. Поляна Туби, Расположенная на выс. от 4 до 7 тыс. футов, плато Лагонаки в верховьях реки Курджипс, почиталась у них священной, как первый пункт, который заняли предки абадзехов. Много было колёсных дорог, следы которых и теперь сохранились. В горах абадзехи добывали железо, свинец, медь и, может быть, серебро. Абадзехи исповедуют магометанскую религию, но есть и следы языческого культа. Они принадлежат к так называемой западно-горской группе кавказских племён, составляя одну из ветвей племени адыге. Абадзехи большею частью среднего или высокого роста, хорошо сложены, отличаются ловкостью и быстротой движений. Жили абадзехи как большими, так и очень маленькими аулами; князей никогда не имели, но очень почитали знатные роды — уорки. Между уорками и прочими жителями аулов существовала известная зависимость. Каждая община жила самостоятельной жизнью. Некоторые общины уорков не имели, а избирали старшин. Для решения разных вопросов собирались мирские сходы. В 1864 году большая часть абадзехов переселилась в Азиатскую Турцию; приблизительно одна десятая часть осталась в Кубанской области и была поселена на плоскости в Майкопском и Екатеринодарском отделах. По сведениям краеведа, преподавателя русского языка 1-й Тифлисской гимназии Дьячкова-Тарасова, число абадзехов в конце XIX века не превосходит 5000 чел. Аулы абадзехов довольно опрятны; много основательных построек с железными крышами, чистые школы.

## Хозяйство и торговля
Основные занятия — земледелие, животноводство, садоводство.
В 1837 году — царский генерал И. Ф. Бларамберг, составил «Историческое, топографическое, статистическое, этнографическое и военное описание Кавказа», в котором написал:

Абедзехи граничат на западе с владениями шапсугов, на востоке — с землями бесленеевцев, на юге их граница — главная цепь Кавказского хребта, на севере — территории, занимаемые бжедухами, темиргоевцами и мохошевцами. Ранее абедзехи населяли снежные горы Западного Кавказа, поскольку их численность беспрерывно возрастала, они с течением времени спустились до сланцевых и чёрных гор и усилились за счёт захвата людей, которых они обращали в своих пахарей. К ним примкнуло также большое число беженцев из других племён, в результате чего произошло такое смешение народа, что ныне только их дворяне являются подлинными абедзехами. Утверждают, что название «абадзехи» они получили по имени черкесской красавицы, некогда жившей среди них, поскольку по-черкесски «абазех-дах» означает «красавица».
Поля у них небольшие, а поселения состоят всего из нескольких дворов. У каждого есть свой собственный участок земли, небольшой лесок и выгон для скота, находящийся в пределах одной ограды. Каждый житель носит имя своего хозяина. Их земли покрыты лесами и пересечены многочисленными речками и ручейками. У них есть также превосходные пастбища по обеим берегам Лабы.
Никакой религии у них, собственно говоря, и нет; они употребляют в пищу свинину. Хотя многие абедзехские уздени исповедуют ислам, их веру не назовёшь крепкой. Они очень гостеприимны по отношению к своим друзьям и готовы пожертвовать для них всем. Среди абедзехов проживает много русских — пленных и солдат-дезертиров.

Современные исследования учёных (Максидов А. А., Чирг А. Ю.) подтвердили, что Древняя Абадзехия осуществляла внешнюю торговлю, особенно активно с Анатолией.

## Лечение минеральными водами и грязями
А. Н. Дьячков-Тарасов в своём историко-этнографическом очерке «Абадзехи» так повествует о древней медицине абаздехов:

Из минеральных вод в Абадзехии большой славой пользовались псекупские — Псефабе.
Сюда свозились на арбах больные и раненые черкесы: здесь под руководством горских врачей они проходили короткий, но энергичный курс лечения. Кроме серных горячих вод, дававших до 30000 вёдер в сутки, близ Псефабе существовали и эксплуатировались горцами и солёно-йодо-бромистые, углекислый и солёные источники. Близ местечка Горячий Ключ ещё сохранились следы обширного поселения. Мне пришлось беседовать с одним из жителей этого селения; он жаловался, что приезжавшие на воды больные разоряли их: по обычаю, гостю отказать нельзя было в приёме и содержании, — и гости, поэтому, не переводились в течение круглого года, так как водолечебный сезон не прерывался даже и зимою. Близ истока горячих ключей было вырыто несколько ям, куда по очереди больные опускались, затем их обёртывали в бурки и несли в сакли; серную воду принимали и внутрь. По словам старых абадзехов, воды в большинстве случаев излечивали ревматизм, накожные болезни, раны.